# العلاقات الفرنسية الناوروية
العلاقات الفرنسية الناوروية هي العلاقات الثنائية التي تجمع بين فرنسا وناورو.

## مقارنة بين البلدين
هذه مقارنة عامة ومرجعية للدولتين:
| وجه المقارنة                                              | فرنسا                                                    | ناورو                          |
| --------------------------------------------------------- | -------------------------------------------------------- | ------------------------------ |
| المساحة (كم2)                                             | 643.80 ألف                                               | 21                             |
| عدد السكان (نسمة)                                         | 67.12 مليون                                              | 10.08 ألف                      |
| الكثافة السكانية (ن./كم²)                                 | 104.26                                                   | 48.00 ألف                      |
| العاصمة                                                   | باريس                                                    | ضاحية يارين                    |
| اللغة الرسمية                                             | لغة فرنسية                                               | اللغة الناورونية، لغة إنجليزية |
| العملة                                                    | يورو، فرنك س ف ب، فرنك فرنسي، Livre tournois ‏            | دولار أسترالي                  |
| الناتج المحلي الإجمالي (بليون دولار)                      | 2.58 تريليون                                             | 113.88 مليون                   |
| الناتج المحلي الإجمالي (تعادل القوة الشرائية) بليون دولار | 2.87 تريليون                                             | 162.98 مليون                   |
| الناتج المحلي الإجمالي الاسمي للفرد دولار أمريكي          | 36.20 ألف                                                | 9.83 ألف                       |
| الناتج المحلي الإجمالي للفرد دولار أمريكي                 | 39.33 ألف                                                |                                |
| مؤشر التنمية البشرية                                      | 0.888                                                    |                                |
| رمز المكالمات الدولي                                      | +33                                                      | +674                           |
| رمز الإنترنت                                              | .fr، .bzh ‏، .tf، .re، .wf، .yt، .pm، .paris              | .nr                            |
| المنطقة الزمنية                                           | أوروبا/باريس ‏، توقيت وسط أوروبا، توقيت وسط أوروبا الصيفي | ت ع م+12:00                    |

## منظمات دولية مشتركة
يشترك البلدان في عضوية مجموعة من المنظمات الدولية، منها:
| علم المنظمة | اسم المنظمة                   | تاريخ انضمام فرنسا | تاريخ انضمام ناورو |
| ----------- | ----------------------------- | ------------------ | ------------------ |
|             | يونسكو                        | 4 نوفمبر 1946      | 17 أكتوبر 1996     |
|             | الاتحاد البريدي العالمي       | ?                  | ?                  |
|             | منظمة الشرطة الجنائية الدولية | ?                  | ?                  |
|             | الأمم المتحدة                 | 24 أكتوبر 1945     | 14 سبتمبر 1999     |
|             | بنك التنمية الآسيوي           | 1970               | 1991               |
|             | الاتحاد الدولي للاتصالات      | 1866               | 10 يونيو 1969      |
|             | منظمة حظر الأسلحة الكيميائية  | ?                  | ?                  |

## وصلات خارجية
- موقع وزارة الخارجية الفرنسية